# Paklenica nationalpark

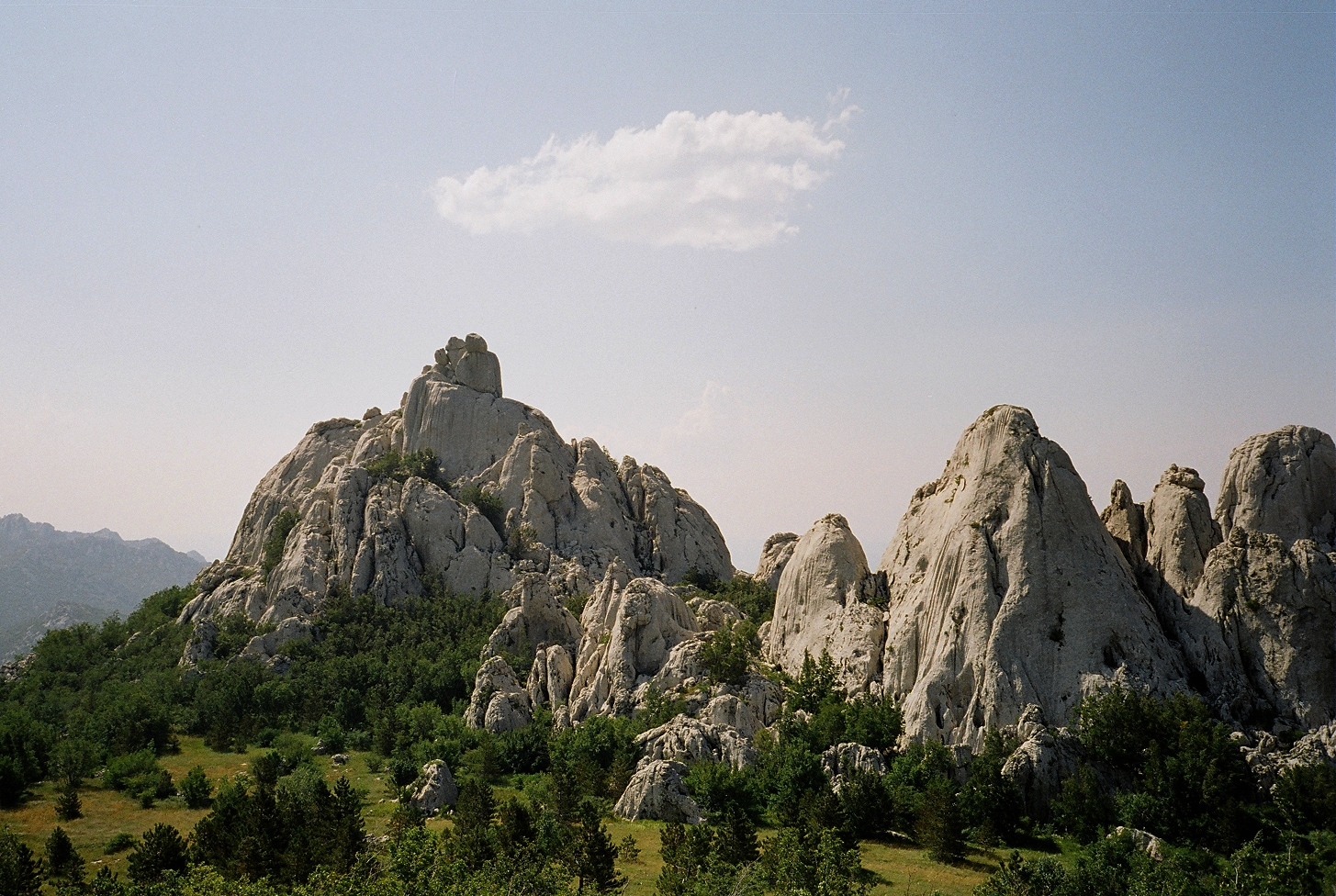
Berg

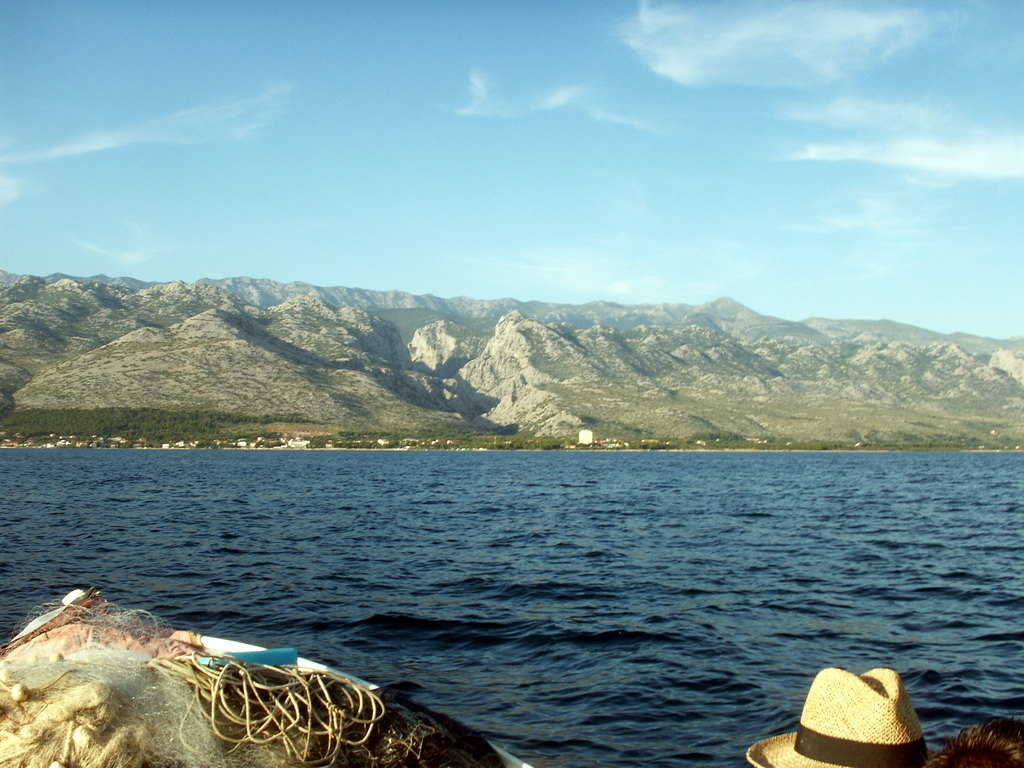
Paklenica

Paklenica nationalpark (Nacionalni park Paklenica) är en nationalpark i Kroatien och utgörs av karstflodskanjonen Paklenica. Paklenica nationalpark ligger 1 103 meter över havet. Den ligger nordost om Starigrad, i norra Dalmatien, vid södra sluttningen av Velebitbergen, inte så långt från Zadar. Den har två kanjoner, Mala (lilla) och Velika (stora) Paklenica. I dag flyter inget vatten genom Mala Paklenica. Nära ingången till Velika Paklenica finns det en konstgjord grotta som byggdes till Josip Broz Tito under spänningarna mellan Jugoslavien och Sovjetunionen under 1940- och 50-talen.
Paklenicaparken inkluderar Anića Kuk, den största klippan i Kroatien på 712 meters höjd. Paklenica är också känt för bergsklättring året runt. Manita peć (ibland Mahnita peć) är en intressant grotta i norra delen av parken. Direktöversättning till svenska skulle vara: "... ugn" eller "Ursinnig ugn".
Vaganski vrh, den högsta toppen i Velebit på 1 757 meters höjd, är lokaliserad innanför nationalparkens gränser, vilket toppen, Sveto brdo (Heligt berg) 1 753 meter över havet, också är. Från Sveto brdo är det bra utsikt över de södra sluttningarna, eftersom det är den sista riktigt höga toppen i Velebit. På toppen finns det ett kors. I dag är det en dispyt inom Hrvatski planinarski savez (Kroatiska bergsbestigningföreningen) om det är rätt sätt att markera bergstoppar på. 

## Klimat
Klimatet i området är tempererat. Årsmedeltemperaturen i trakten är 12 °C. Den varmaste månaden är juli, då medeltemperaturen är 23 °C, och den kallaste är januari, med 0 °C. Genomsnittlig årsnederbörd är 1 855 millimeter. Den regnigaste månaden är september, med i genomsnitt 246 mm nederbörd, och den torraste är augusti, med 65 mm nederbörd.